# Utivarachna
Utivarachna är ett släkte av spindlar.
Utivarachna ingår i familjen flinkspindlar.
Kladogram enligt Catalogue of Life:
| Utivarachna | \| \| Utivarachna accentuata \| \| \| \| \| \| Utivarachna bucculenta \| \| \| \| \| \| Utivarachna chamaeleon \| \| \| \| \| \| Utivarachna dusun \| \| \| \| \| \| Utivarachna fronto \| \| \| \| \| \| Utivarachna fukasawana \| \| \| \| \| \| Utivarachna gui \| \| \| \| \| \| Utivarachna ichneumon \| \| \| \| \| \| Utivarachna kinabaluensis \| \| \| \| \| \| Utivarachna phyllicola \| \| \| \| \| \| Utivarachna rama \| \| \| \| \| \| Utivarachna rubra \| \| \| \| \| \| Utivarachna taiwanica \| \| \| \| |
|             | \| \| Utivarachna accentuata \| \| \| \| \| \| Utivarachna bucculenta \| \| \| \| \| \| Utivarachna chamaeleon \| \| \| \| \| \| Utivarachna dusun \| \| \| \| \| \| Utivarachna fronto \| \| \| \| \| \| Utivarachna fukasawana \| \| \| \| \| \| Utivarachna gui \| \| \| \| \| \| Utivarachna ichneumon \| \| \| \| \| \| Utivarachna kinabaluensis \| \| \| \| \| \| Utivarachna phyllicola \| \| \| \| \| \| Utivarachna rama \| \| \| \| \| \| Utivarachna rubra \| \| \| \| \| \| Utivarachna taiwanica \| \| \| \| |
|             | Utivarachna accentuata |
|             | |
|             | Utivarachna bucculenta |
|             | |
|             | Utivarachna chamaeleon |
|             | |
|             | Utivarachna dusun |
|             | |
|             | Utivarachna fronto |
|             | |
|             | Utivarachna fukasawana |
|             | |
|             | Utivarachna gui |
|             | |
|             | Utivarachna ichneumon |
|             | |
|             | Utivarachna kinabaluensis |
|             | |
|             | Utivarachna phyllicola |
|             | |
|             | Utivarachna rama |
|             | |
|             | Utivarachna rubra |
|             | |
|             | Utivarachna taiwanica |
|             | |